# Chariesthes euchroma
Chariesthes euchroma är en skalbaggsart som först beskrevs av Leon Fairmaire 1904.  Chariesthes euchroma ingår i släktet Chariesthes och familjen långhorningar.
Artens utbredningsområde är Madagaskar. Inga underarter finns listade i Catalogue of Life.